# Lednik Zybkij
Lednik Zybkij (englische Transkription von russisch Ледник Зыбкий Lednik Sybki, deutsch ‚Unsicherer Gletscher‘, in Australien Zybkij Glacier) ist ein Gletscher im ostantarktischen Kaiser-Wilhelm-II.-Land. Er liegt unmittelbar westlich des Gaussbergs und mündet in die Westseite der Posadowskybai.
Russische Wissenschaftler benannten ihn.